# Реакція Ціґлера
Реакція Ціґлера (англ. Ziegler reaction) —
- 1. Реакція утворення алкільних похідних алюмінію гідроалюмінуванням олефінів, переалкілюванням триалкілалюмініїв з олефінами, нарощуванням вуглецевого ланцюга в триалкілпохідних алюмінію шляхом приєднання етилену.

3 R2C=CH2 —a→ (R2CHCH2)3Al a: Al, H2
R3Al + CH2=CH2 —a→ (RCH2CH2)3Al a: 90 — 120 °С.
- 2. Окиснення триалкілпохідних алюмінію до алкоголятів.

AlR3 — O2→ [Al(OOR)3] → Al(OR)3
- 3. Полімеризація етену при низькому тискові на алюмінійорганічних каталізаторах.